# Torre degli stagnai

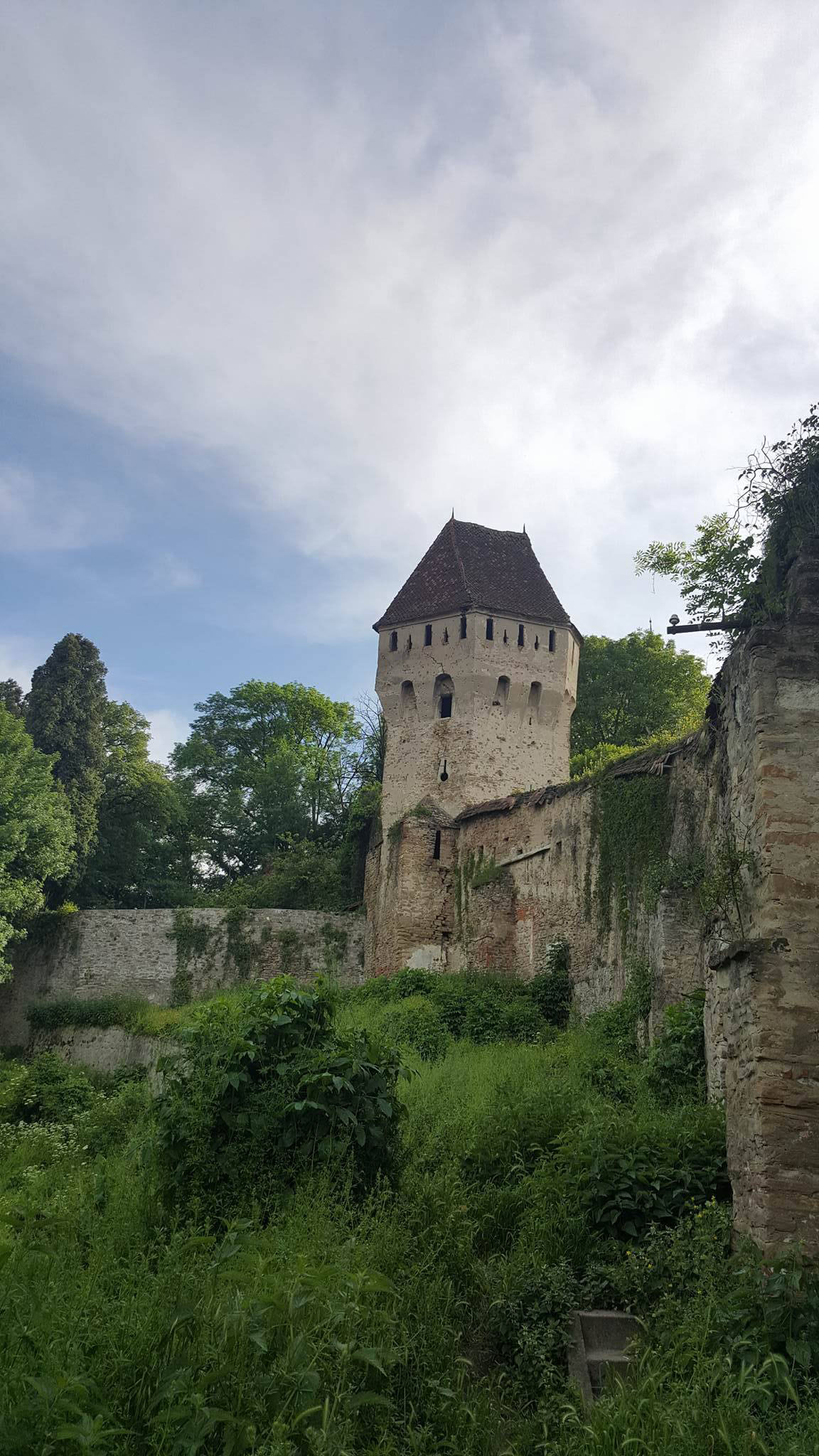
Tinsmiths' Tower

La torre degli stagnai (in romeno: Turnul Cositorilor) è una delle nove torri che sorgono nella cittadella di Sighișoara, comune nel Distretto di Mureș, in Romania. La torre degli stagnai presenta un'architettura molto particolare: alta 25 metri, la torre ha una base squadrata (parte della vecchia torre) su cui è impiantato un tronco pentagonale che si trasforma poi in ottagonale. Il tetto, appena sbilanciato, ha un piano esagonale e l'anima in legno rappresenta uno dei capolavori dei carpentieri di Sighisoara. Questa torre, insieme alla torre dell'orologio, costituisce un punto chiave per la difesa della città.

## Restauri
Nel 1583 svariati lavori di ristrutturazione furono fatti e si suppone che il piccolo bastione pentagonale, con la sua apertura alla città bassa, sia stato costruito in quel periodo. Le facciate della torre portano ancora le tracce delle ferite inferte durante l'assedio ungherese fra il 1704 e il 1706.